# スタープレイヤーズ
株式会社スタープレイヤーズ（英: starplayers, inc.）は、日本の芸能プロダクション。東京都港区南青山に所在する。

## 概要
ヒップホップグループのRHYMESTERを中心に、2008年に設立。

## 所属アーティスト
- RHYMESTER
  - 宇多丸
  - Mummy-D
  - DJ JIN
- SUPER SONICS
  - TARO SOUL
  - DJ IZOH
- HI-KING TAKASE
- マボロシ

## 歴代所属アーティスト
- tatsuaki
- 清水尚子